# Sonora Matancera
Sonora Matancera ist eine kubanische Band. Das Guinness-Buch der Rekorde verzeichnet sie als Gruppe, die am längsten zusammen spielt.

## Werdegang
La Sonora Matancera wurde 1932 gegründet und stammte aus der Vorgängerband Septeto Soprano, die von Valentín Cané geleitet wurde. Gründungsmitglieder waren Valentín Cané, Bassist Pablo „Bubú“ Vásquez Gobín, Sänger Eugenio Pérez, Timbalesspieler Manuel „Jimagua“ Sánchez, Trompeter Ismael Goberna und die Gitarristen Domingo Medina, José Manuel Valera, Julio Gobin und Juan Bautista Llópiz. In mehr als sieben Jahrzehnten gab es bei der Gruppe zahlreiche personelle Veränderungen. In der Gruppe sangen Raúl Planas, Daniel Santos, Bienvenido Granda, Nelson Pinedo, Alberto Beltrán, Bobby Capó, Carlos Argentino und Celia Cruz. Der ursprüngliche Leiter Valentín Cané leitete die Gruppe, bis ihn Anfang der 1930er Jahre gesundheitliche Probleme zwangen, sich zur Ruhe zu setzen. Anfangs unter dem Namen Septeto Soprano bekannt, wurde der Name La Sonora Matancera 1932 angenommen. Die Gruppe verließ Kuba bei Herannahen der kubanischen Revolution in den 1950er Jahren und ließ sich in den 1960er Jahren in New York nieder, wo sie weiterspielte. Im Jahr 2000 wird sie vom über 90-jährigen Gitarristen und Sänger Rogelio Martínez geleitet.

## Musikalischer Stil
Die Gruppe ist dafür bekannt, dass sie Trompeten auf harmonische Art und Weise einsetzt. Dies wird beispielsweise im Namen „Sonora“ zum Ausdruck gebracht. Puerto-ricanische Gruppen wie Sonora Ponceña ahmten deren Stil nach. Zu den weiteren Stilelementen von La Sonora Matancera gehört der Einsatz von Bongos und Batá-Trommeln sowie Akkordeon und Hammondorgel. Die Band wurde ebenfalls bekannt durch die nasale Stimme ihres Backgroundsängers Carlos Manuel Díaz Alonso, „Caíto“, der später von bekannten Salsakünstlern wie Oscar D’León imitiert wurde.

## Diskografie
- Baile con la Sonora Matancera (1989)
- La Sonora Matancera (1991)
- Conjuntos Cubanos (1992)
- La Sonora Matancera con Justo Betancourt (1993)
- Tres Grandes de la Sonora (1994)
- La Sonora Matancera & Ismael Miranda (1994)
- Grande la Sonora (1994)
- Las Buenas de la Sonora Matancera (1994)
- Cubana (1994)
- Navidades con la Sonora (1994)
- Este chachachá (1994)
- Tradición (1995)
- En grande (1996)
- Los reyes del ritmo (1997)
- La Sonora Matancera con Nelson Pinedo (1999)
- Clásicos de la música cubana (1999)
- Sonora Matancera con Vicentico Valdés (1999)
- Guantanamera (2000)
- El alacrán (2000)
- Cuban Classics: La Sonora Matancera (2000)
- 100% Cuban (2000)
- Duelo tropical (2002)